# Pałac w Wiadrowie
Pałac w Wiadrowie (niem. Schloss Wederau) – zabytkowy pałac wybudowany w XVI w. w Wiadrowie – wsi w Polsce, w województwie dolnośląskim, w powiecie jaworskim, w gminie Paszowice.

## Opis
Pierwotnie dwór (zamek) na wodzie otoczony fosą, następnie piętrowy płac zbudowany na planie prostokąta, kryty dachem czterospadowym. Od frontu i nad pozostałymi ścianami szczyty szerokie na cztery okna, zwieńczone trójkątnym frontonem. Nad wejściem fryz z herbami szlacheckimi (od lewej) von: 1. Schindel, 2. Waldau, 3. Niebelschütz 4. Stosch, 5. Reibnitz, 6.  Predel 7. Bock, 8. Niebelschütz. Nad fryzem trójkątny fronton zawierający leżącą postać opartą łokciem o czaszkę. Obiekt jest częścią zespołu pałacowego, w skład którego wchodzi jeszcze park.

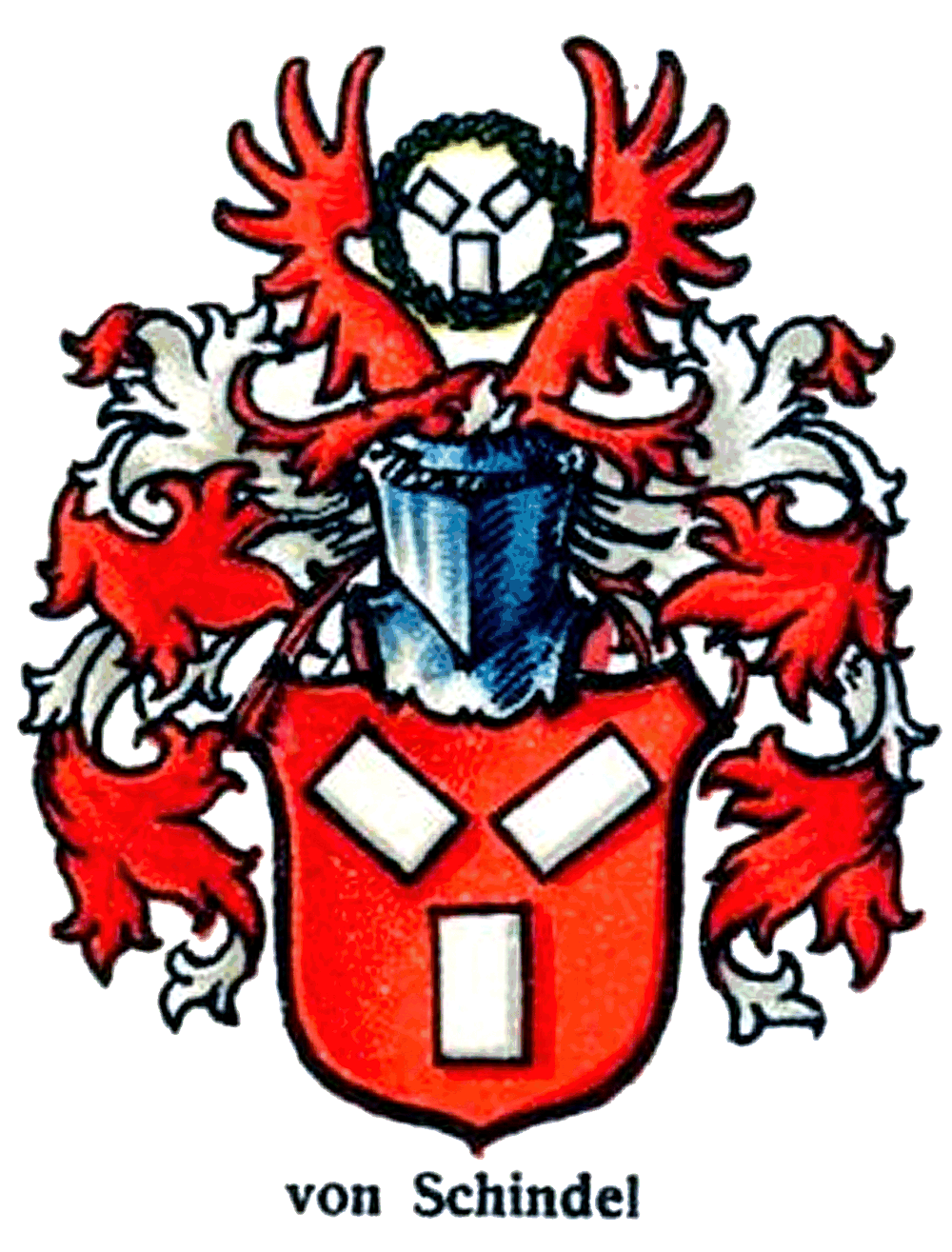
Schindel
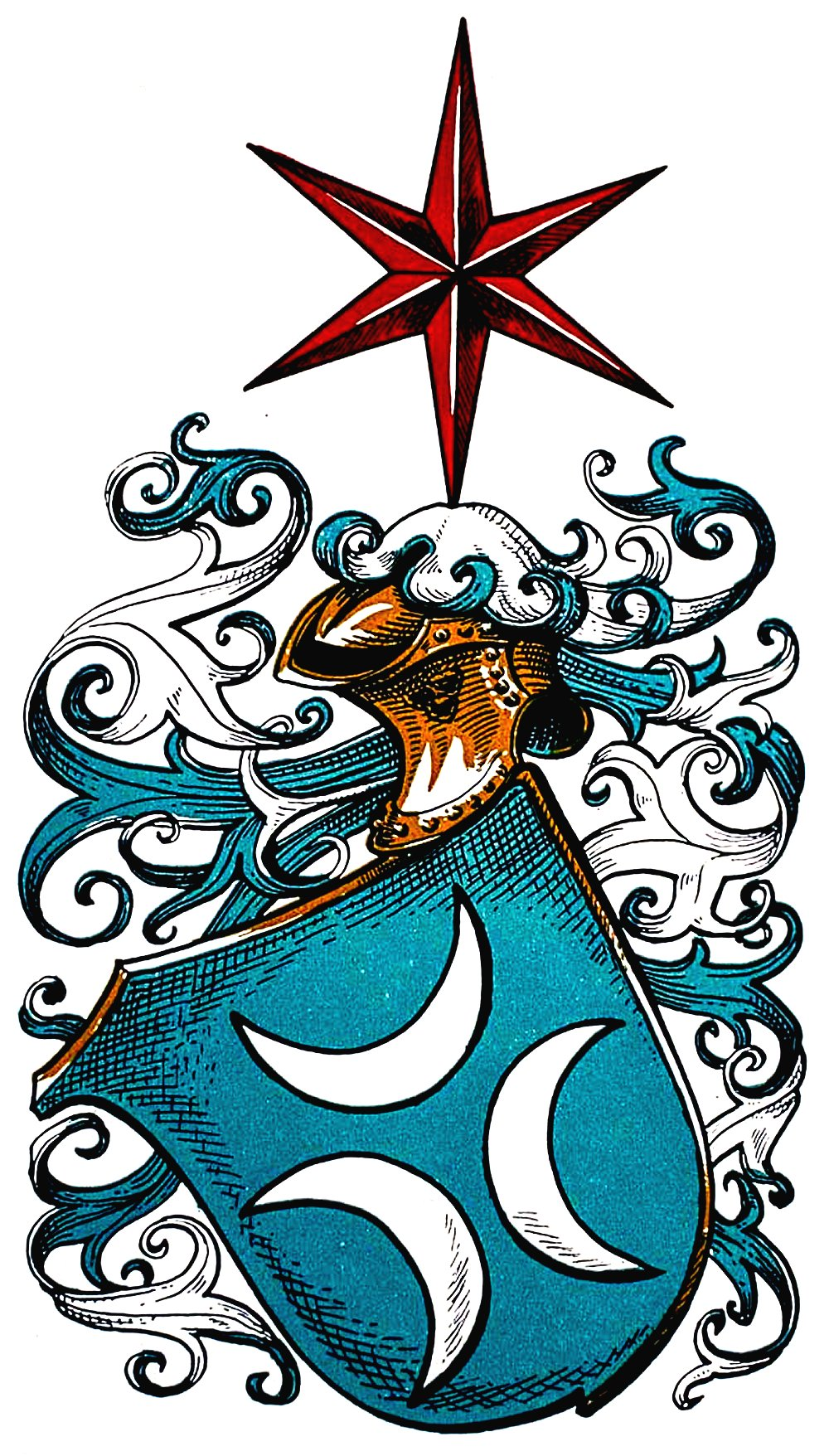
Waldau
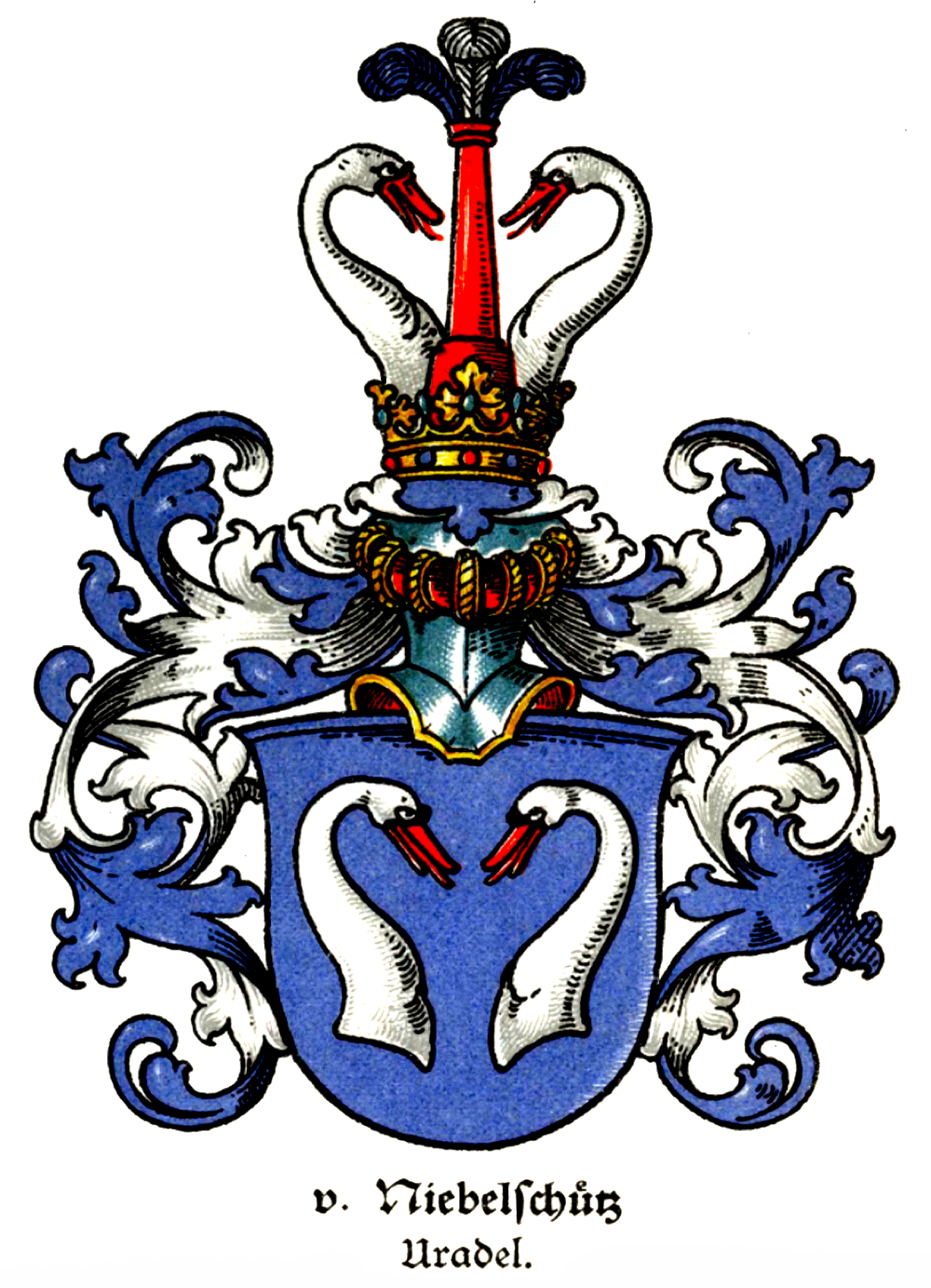
Niebelschütz
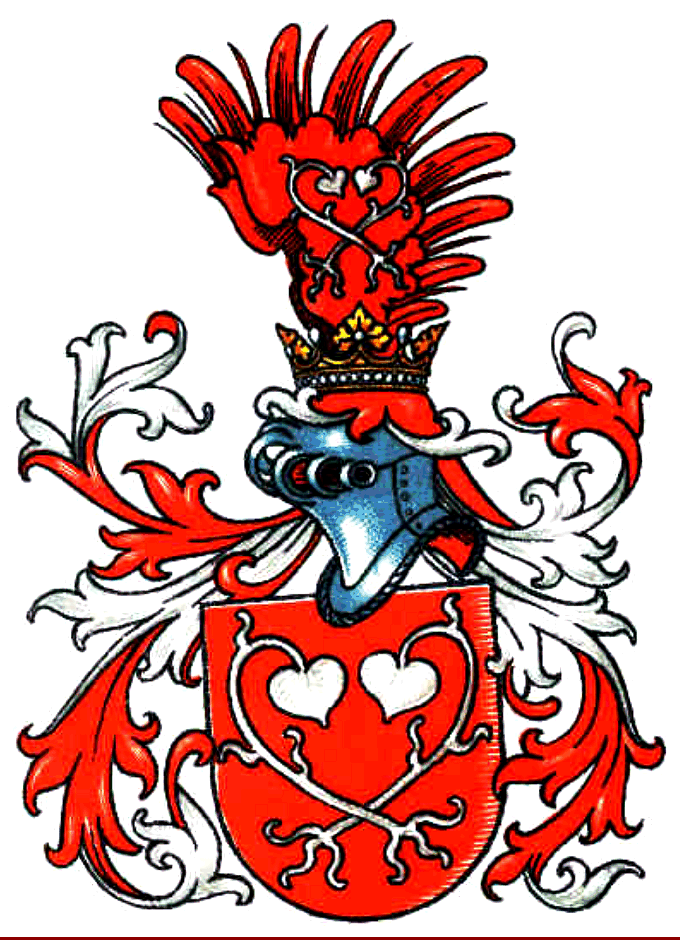
Stosch
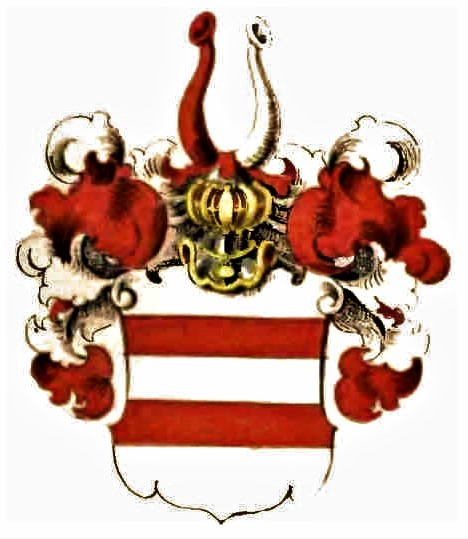
Reibnitz
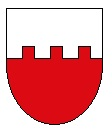
Predel (tarcza)
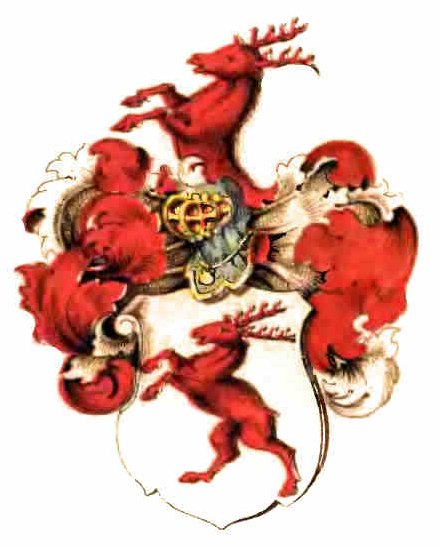
Bock